# Dak'Art 2002

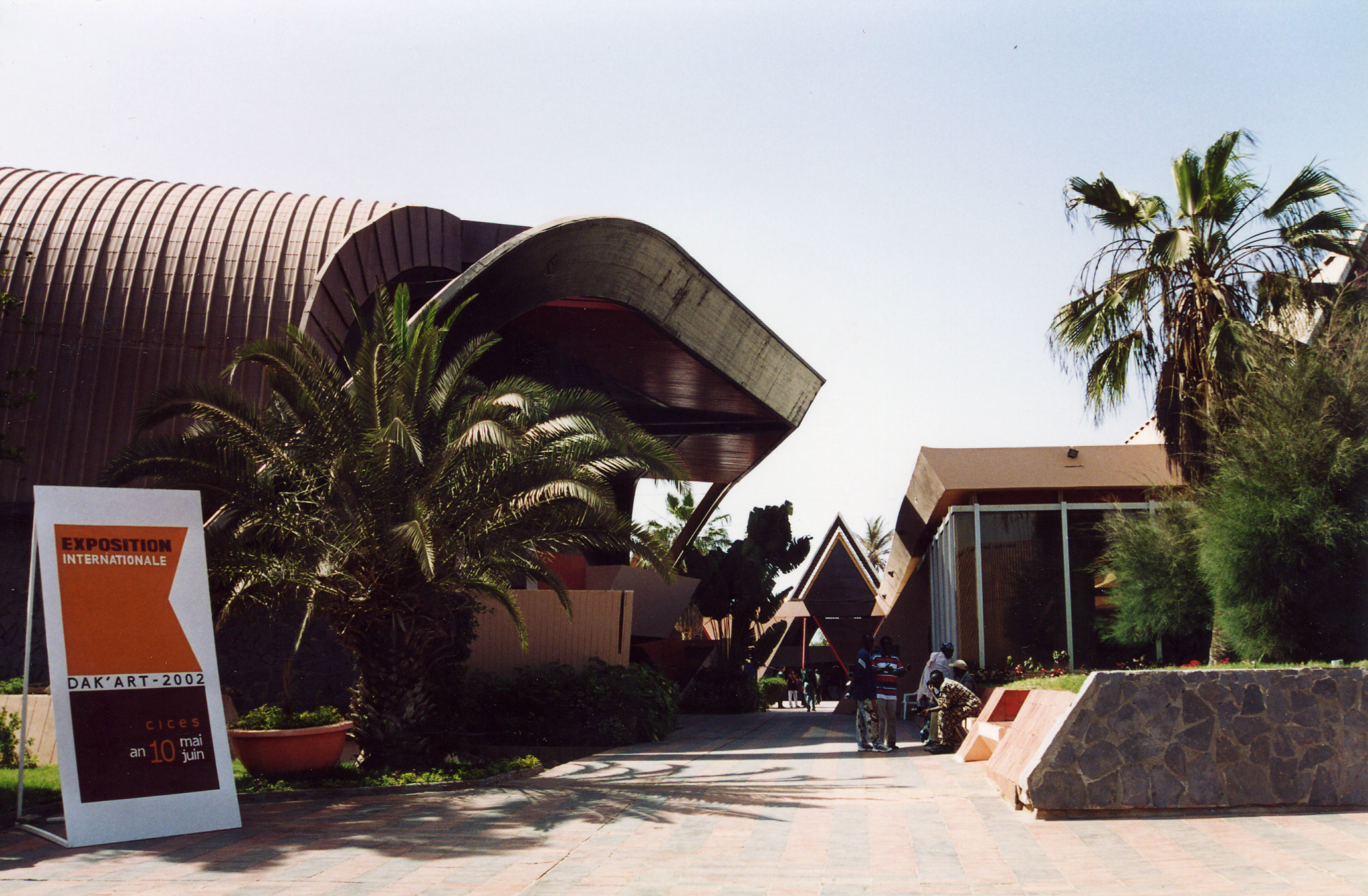
La sede espositiva dell'esposizione internazionale Dak'Art 2002.

Dak'Art 2002 è la sesta edizione d'arte della Biennale di Dakar, consacrata all'arte contemporanea africana e organizzata a Dakar in Senegal nel 2002. Rispetto alle edizioni di Dak'Art 1996, Dak'Art 1998 e Dak'Art 2000, la Biennale di Dakar del 2002 offrì diverse novità, conseguenti alla nomina del nuovo presidente Wade. Diversi responsabili delle strutture incaricate dell'organizzazione della Biennale furono sostituiti e furono create nuove figure professionali. Dak'Art 2002 allestì nella nuova sede del CICES (il polo fieristico di Dakar) l'Esposizione Internazionale con una nuova cura nell'allestimento ed organizzò numerosi dibattiti e gruppi di lavoro. I curatori delle Esposizioni Individuali ebbero la possibilità di selezionare tre artisti ciascuno e furono meno limitati da confini geografici precisi. Aumentarono anche le esposizioni ufficiali, e gli eventi paralleli furono affidati ad un curatore specifico, Mauro Petroni. La copertura della Biennale da parte della stampa internazionale fu migliorata, grazie ad un ufficio stampa più efficace e grazie all'invito di alcuni giornalisti a carico della Biennale stessa.

## Storia
La Biennale di Dakar del 2002 è la sesta edizione della Biennale di Dakar e la quinta dedicata all'arte. L'evento dura un mese – come Dak'Art 2000 – e ha luogo dal 10 maggio al 10 giugno 2002. Le inaugurazioni e i dibattiti per gli operatori di settore ebbero invece luogo dal 10 al 17 maggio. La Biennale viene inaugurata dal Presidente Abdoualye Wade durante l'apertura ufficiale al CICES, il polo fieristico di Dakar), insieme al nuovo Ministro della Cultura Amadou Tidiane Wone. La Biennale festeggia i suoi 10 anni di vita ed il presidente del Comitato Scientifico Marie-José Crespin recita un discorso in cui sottolinea l'importanza di inserirsi nella continuità e nell'eredità dell'evento e di migliorarne il futuro; elenca le ragioni per le quali la cultura è una forma di strategia di sviluppo ed indica quali sono ancora oggi gli ostacoli che ne impediscono il cammino, facendo riferimento in particolare alla mancanza di una legislazione adeguata.

## Organizzazione

### Comitato internazionale di selezione e di giuria
Nel edizione del 2002 la struttura del Comitato di Selezione e di Giuria cambia in modo significativo. Tre curatori sono scelti per organizzare tre Esposizioni Individuali in diverse sedi della città di Dakar. N'Goné Fall (Senegal – Francia, redattrice di "Revue Noire", critica d'arte e curatrice) è invitata a presentare tre artisti africani, Ery Camara (Senegal – Messico, presidente del Comitato) è incaricato di selezionare tre artisti della diaspora africana; Bruno Corà (Italia, curatore del Museo Pecci di Prato) è invece libero di scegliere tre artisti occidentali. Céline Savoye (Francia, designer e curatrice della Biennale di Design di Saint-Etienne in Francia nel 2002) è incaricata di organizzare il Salone del Design Africano. Sono poi nominati France Borel (Belgio, direttrice della Scuola Nazionale d'Arte La Cambre di Bruxelles), Sakina Savoye (Marocco, conservatrice del Museo di Marrakech), Pep Subiros (Spagna, curatore dell'esposizione di Barcellona Africas – The artist and the City del 2001) e Malika Dorbani (Tunisia, curatrice tunisina; è stata conservatrice del Museo d'Algeri e documentarista per il dipartimento di pittura del Museo del Louvre). Il presidente del Comitato Tecnico della Biennale non è nominato tra i membri del Comitato.

### Budget
Il budget della Biennale del 2002 è di circa 600.000.000 franchi CFA [905.256 euro]; 32.000.000 franchi CFA [48.280,32 euro] sono destinati all'allestimento (grazie al contributo di Africalia).

## Programma

### Programma ufficiale

#### Esposizione internazionale
L'Esposizione Internazionale ha luogo per la prima volta al CICES (il polo fieristico di Dakar) ed il suo allestimento è curato dai senegalesi Serigne Mbaye Camara, Soly Cisse e dal belga Stéphane Schraennen (il responsabile), grazie ad un progetto di scenografia finanziato dall'associazione Africalia e coordinato dalla critica d'arte e curatrice N’Goné Fall. All'interno del CICES sono anche organizzati la maggior parte dei dibattiti e dei laboratori ed è creato un caffè, una sala stampa, un negozio di gadget ed un ufficio postale.
L'Esposizione Internazionale presenta le opere di 44 artisti, provenienti da 13 paesi1. Le dimensioni del CICES, il nuovo spazio espositivo, permettono una selezione di opere più vasta rispetto alla precedente edizione della Biennale e la possibilità di realizzare o trasportare lavori di grandi dimensioni. Gli artisti premiati sono Ndary Lô (Gran Premio Léopold Sédar Senghor del Presidente della Repubblica), Moataz Nasr (Premio Rivelazione del Ministro della Cultura), Dominique Zinkpe (Premio dell'Unione Economica e Monetaria dell'Africa Occidentale destinato ad un artista di un paese dell'Unione alla sua prima partecipazione alla Biennale: residenza per artista in Francia), Faouzi Loatiris (Premio della Comunità Francese del Belgio: residenza per artista di due mesi in Belgio), Batoul S’Himi (Premio del Centro Culturale Sarev di Marsiglia: residenza d'artista), Ali Chraibi (Premio dell'Ambasciata di Francia: residenza per artista) e Umeka Edemba (Premio del Centro Culturale Francese di Dakar: residenza d'artista). La Biennale sostiene nel 2002 la produzione di installazioni: gli artisti riproducono anche opere di grandi dimensioni con l'assistenza degli studenti della Scuola d’Arte di Dakar e della dell'Accademia Jan van Eyck (questi ultimi in visita alla Biennale), ma non promuove la realizzazione da parte degli artisti dell'Esposizione Internazionale di nessun progetto specifico per Dak'Art.

##### Allestimento
L'allestimento dell'Esposizione Internazionale migliora molto rispetto alle precedenti edizioni della Biennale, grazie ad uno spazio più ampio, ad una pianificazione delle sale in base alle dimensioni e alle caratteristiche delle opere e grazie al contributo di uno scenografo belga che lavora in collaborazione un artista e un architetto senegalesi. In compenso l'allestimento, invece di cercare soluzioni innovative e valorizzare le capacità particolari del gruppo di lavoro, dà come risultato un'organizzazione degli spazi corretta, per niente originale: una copia più modesta di allestimenti standard. 
I gruppo responsabile dell'allestimento è composto dagli artisti Sérigne Mbaye Camara e Soly Cissé, dall'architetto Abou Békrine Gueye e dal scenografo Stéphane Schraennen. Il Comitato Tecnico della Biennale ha infatti evidenziato durante le prime riunioni di valutazione e pianificazione la necessità di organizzare un'esposizione curata da uno scenografo: con il supporto finanziario di Africalia, il commissario della giuria Ngoné Fall e Philippe Pirotte realizzano il progetto di 32.000.000 franchi CFA [48.280,32 euro]. L'architetto senegalese Abou Békrine Gueye segue la prima fase dei lavori: la visita agli spazi, le misurazioni e la compilazione di un budget approssimativo. In una seconda fase Sérigne Mbaye Camara, Soly Cissé e Stéphane Schraen, insieme a Abou Békrine Gueye, collaborano per stabilire i criteri e la suddivisione degli spazi, in base alle diverse esigenze delle opere selezionate. Il risultato è un percorso espositivo “normale”: pannelli di legno dipinti di bianco a forma di “I” (chiamati moduli perché tutti uguali) si ripetono all'interno della grande sala del polo fieristico con poche eccezioni, permettendo due percorsi, uno sulla sinistra ed uno sulla destra.

#### I Saloni del Design Africano e della Creatività Tessile
Il Salone del Design Africano e della Creatività Tessile è ancora una volta allestito nello Spazio Vema. Il salone ospita 14 designer provenienti da 8 paesi: Baltazar Faye vince il Premio della Creatività dell'Unione Europea. Tra gli altri designer presenti all'interno del Salone, anche Mouhamed Ahbib, Kossi Assou, Bicky Balboa, Cheick Diallo, Doris Mian-Benie, Valérie Oka e Mohamed Yahyaoui. Lo Spazio Vema è allestito con più cura rispetto alla edizioni precedenti.

#### Esposizioni individuali
Le Esposizioni Individuali sono organizzate in giro per la città da tre curatori, incaricati ciascuno di selezionare tre artisti. N’Goné Fall è incaricata di selezionare tre artisti africani (presentati al Museo dell’IFAN), Ery Camara tre artisti della diaspora africana (presentati alla Casa della Cultura Douta Seck) e infine Bruno Corà sceglie liberamente tre artisti occidentali (presentati nella corte del vecchio Palazzo di Giustizia di Dakar). Le Esposizioni Individuali presentano 9 artisti, selezionati da 3 curatori. Il commissario della giuria N'Goné Fall è incaricata dalla Biennale di curare una mostra con tre artisti africani. Secondo Iolanda Pensa il risultato è un'ottima esposizione che rappresenta felicemente proprio quello che l'Africa è: un'idea dai confini nebulosi, alla quale sono legati artisti contemporanei interessanti. Amahiguere Dolo espone sculture di legno e disegni dove tradizione e inventiva convivono allegramente; Berry Bickle fotografa piedi per ritrarre una città africana instabile e un po' infangata, ma sostenuta da una pesante cornice metallica; Aimé Ntakiyica crea punti di vista, giocando sul visibile e l'invisibile con un tessuto cinematografico e un video. Uniche eccezioni non africane alla Biennale sono le mostre curate dai commissari della giuria Bruno Corà e Ery Camara. Bruno Corà - incaricato di scegliere senza restrizioni - sceglie Franz West, Jannis Kounellis e Jaume Plensa; Ery Camara - incaricato di scegliere artisti della diaspora africana - sceglie Mushana Ali, Mario Lewis e José Angel Vincench. Tra le Esposizioni Individuali, l'esposizione di Bruno Corà è particolarmente accattivante per la suggestiva sede: l'Anziano Palazzo di Giustizia di Dakar, chiuso per l'instabilità dell'edificio e ancora pieno di carte abbandonate. Secondo Iolanda Pensa la mostra è estremamente deludente. Nonostante gli artisti siano molto conosciuti e abbiano inserito le opere in un contesto affascinante, l'esposizione è praticamente illeggibile a Dakar, perché dà per scontato troppe cose: il nome degli artisti (dei foglietti di carta sono aggiunti solo in un secondo momento per far almeno trovare le opere), la fama degli artisti, la storia dell'arte (occidentale) e l'aspetto internazionale ed universale delle opere d'arte. In particolare l'arte povera non necessariamente suscita a Dakar la stessa reazione che può avere in Occidente e – in un contesto così diverso – i sacchi pieni di cereali colorati di Kounellis non necessariamente evocano la bellezza della natura e delle cose semplici, ma solo il mercato di fronte. L'esposizione di Ery Camara apre tre giorni e un'ora dopo la data dell'inaugurazione prevista; l'artista Mushana Alie pianta tre case tradizionali africane in mezzo alla città.

#### Esposizione retrospettiva
L'Esposizione Retrospettiva Retrospective, An 10 mostra le opere di tutti i vincitori delle diverse edizioni della Biennale di Dakar; cinque testi sulla storia della Biennale e sull'arte africana contemporanea sono inseriti nel catalogo (testi di Ousmane Sow Huchard, Yacouba Konaté, Jean Loup Pivin, Sylvain Sankale e Daniel Sotiaux).

#### Dibattiti
Durante la Biennale si svolgono numerosi incontri e conferenze. I dibattiti (Rencontres et Echanges) hanno il titolo Creazione contemporanea e nuove identità e sono curati da Iba N'Diaye Djadji; oltre alla presentazione delle esposizioni individuali e della mostra di Gora Mbengue (con una conferenza di Serigne Ndiaye), presentano interventi di Francisco D’Almeida (delegato generale di Culture Developpement, sul tema Le ibridazioni necessarie), Polly Noter Roberts (sul tema L'arte mistica dei Mourides), Mioma Kahere, Marilyn Douala Bell, Yacouba Konaté (sul tema Gli artisti africani e gli africani artisti), Welling, R.V.Der Lindern, Kossi Assou, Alioune Badiane, Bisi Silva e Iba Ndiaye Diadji (sul tema Possiamo essere africani e artisti?). Altri incontri (chiamati forum) si concentrano sulla scenografia delle esposizioni della Biennale, sul mercato dell'arte africana e i diritti d'autore (organizzato dal CCI – Centre di Commercio Internazionale e dall'Organizzazione Mondiale della Proprietà Intellettuale di Ginevra), sulle Biennali Internazionali (a cura di Koyo Kouoh e in collaborazione con l'Istituto Gorée e la Fondazione Prince Claus), sul mecenatismo d'impresa (organizzato dall'APIX), sull'estetica urbana, e sulle arti e la settima arte (al Centro Culturale Francese, a cura di Nicole Vander Vorst: dibattiti e proiezioni sul rapporto tra arti figurative e cinema), sull'Accademia Jan van Eyck. Inoltre sono organizzati il Laboratorio di Giornalismo Culturale (a cura del belga Roger-Pierre Turine in collaborazione con Alassane Cisse e Modou Mamoune Faye) con la pubblicazione del quotidiano della Biennale “Dak'art”) e  il Forum di Arte Digitale (a cura di Karen Dermineur, autrice di siti interattivit e membro di incident.net). Anche il Centro Culturale Francese presenta durante la Biennale della proiezioni con dibattiti e il video d'animazione dell'artista senegalese Mamadou Ndoye Douts.

#### Altre esposizioni e iniziative
Durante la Biennale del 2002 non viene invece organizzato il MAPA, l'esposizione vendita di arte contemporanea africana. 
L'Omaggio a Gora Mbengue – uno dei più famosi artisti su vetro del Senegal – è curato da Serigne Ndiaye. L'Esposizione di Pubblicazioni d'Arte è allestita alla Casa della Cultura Douta Seck. Tra gli eventi d'animazione sono organizzati un cocktail d'inaugurazione (alla Casa della Cultura Douta Seck) e due concerti, di Joe Zawinuls (al CICES) e di Paul van Kemenade (sull'Isola di Gorée).

### Programma parallelo
Il programma della Biennale 2002 pubblicizza 99 esposizioni parallele in tutti i quartieri di Dakar e nelle città di Thiès, Ziguinchor, Bargny, Rufisque e Mbour. L'elenco delle esposizioni è presentato in un dépliant specifico. L'artista Mauro Petroni è incaricato di coordinare la presentazione degli eventi, insieme a Anne Calfopoulos, Daouda Dia e Fabienne Nicolaj. Sono organizzate mostre collettive e personali di artisti senegalesi, laboratori, dibattiti, sfilate e mostre internazionali. Gli eventi paralleli della Biennale del 2002 si arricchiscono inoltre grazie all'utilizzo di nuovi spazi espositivi e grazie ad alcuni progetti realizzati nella città.
Le esposizioni parallele di Dak'Art 2002 sono particolarmente significative per la presenza di mostre tematiche molto ricche, tra queste 7 Plasticiens en Mouvement a cura di Tania Nasielski e degli Ateliers Graphoui (nella Cripta della Cattedrale di Dakar); La Terre est à nous, esposizione di artisti, fotografi, stilisti, disegnatori e designer della Costa d'Avorio, a cura di Yacouba Konaté; le proiezioni al Centro Culturale Francese (tra le quali il film d'animazione del senegalese Mamadou Ndoye Douts che ritrae il quartiere popolare della Médina, vivacemente animato dai suoi abitanti, dal caos e dai rifiuti). L'artista Jack Sal, invitato da Mauro Petroni, fissa su due alberi il sogno di partenza di tanti giovani senegalesi: due barche nei cortili di due scuole, pronte per salpare ma inevitabilmente legate a dei rami; Olga Kisseleva crea un progetto in collaborazione con gli studenti della scuola d'arte: delle fotografie di senegalesi con gli occhi azzurri – gli occhi dell'artista russa – sfilarono proiettate su un muro del quartiere popolare Médina. Anche le gallerie di Dakar organizzarono mostre più strutturate rispetto alle precedenti edizioni della Biennale.

## Documentazione e caratteristiche
Il catalogo della Biennale del 2002 è realizzato in Senegal, novità assoluta rispetto alla precedenti edizioni. 
La pubblicazione presenta l'Esposizione Internazionale, il Salone di Design Africano e della Creatività Tessile, le Esposizioni Individuali, l'Omaggio a Gora Mbengue e la Retrospettiva sulla Biennale. Per l'Esposizione Internazionale e per il Salone di Design, gli artisti sono elencati in ordine alfabetico, con l'indicazione del loro paese d'origine, ma non sono inserite informazioni biografiche. La pubblicazione ha più saggi rispetto alle precedenti edizioni con un'introduzione del presidente del Comitato Scientifico Marie-José Crespin e un contributo del presidente del Comitato Internazionale di Selezione e di Giuria Ery Camara, dei curatori delle Esposizioni Internazionali (Ery Camara stesso, Bruno Corà e N'Goné Fall) di Serigne Ndiaye su Gora Mbengue e di Ousmane Sow Huchard, Yacouba Konaté, Jean-Loup Pivin, Sylvain Sankale e Daniel Sotiaux sulla storia della Biennale e sulla situazione dell'arte contemporanea africana.
La Biennale di Dakar del 2002 migliora molto rispetto alla Biennale del 2000, così come fecero le altre edizioni rispetto alle loro precedenti. Per quanto ancora ancorata a problemi pratici (spazi adeguati per le esposizioni, ritardi nell'arrivo delle opere, confusione nel programma, mancanza di traduzioni efficaci), Dak'Art al sul suo decimo compleanno suscita un dibattito più attento alle opere che non alla sua difettosa organizzazione. Tanto per cominciare la selezione degli ospiti è fatta con più lungimiranza rispetto al passato e così anche i giornalisti internazionali aumentarono di numero. La presenza di un pubblico abituato ai grandi eventi d'arte stimola il dibattito sul futuro di Dak'Art e le riflessioni sulla nuova organizzazione della manifestazione. Il Comitato Internazionale di Selezione e di Giuria non sembra infatti soddisfare l'esigenza di una selezione di più alta qualità e più omogenea degli artisti. In particolare il dibattito sulle Biennali Internazionali organizzato da Koyo Kouoh in collaborazione con l'Istituto Gorée e la Fondazione Prince Claus diviene uno spazio per presentare altri progetti e confrontarli con la Biennale di Dakar. Molti dei partecipanti hanno comunque già espresso in altre circostanze il loro punto di vista sulla questione, ma il dibattito serve a sottolineare l'urgenza di un cambiamento di metodo. La stessa esigenza di cambiamento di metodo è espressa dal presidente del Comitato Internazionale di Selezione e di Giuria Ery Camara nel suo testo in catalogo e poi da Salah Hassan nell'editoriale della rivista “NKA” del 2003.

## Partecipanti

### Esposizione internazionale
- Fayssal Ben Kiran
- Hicham Benohoud
- Zoulikha Bouabdellah
- Lisa Brice
- Fatma M'Seddi Charfi
- Ali Chraibi
- El Hadji Mansour Ciss
- Soly Cissé
- Bruce Clarke
- Tamsir Dia
- Modou Dieng
- Sokari Douglas Camp
- Khalil El Gerib
- Safâa Erruas
- Angèle Etoundi Essamba
- Kan-Si
- Félicité Kodjo
- Jems Robert Koko Bi
- Faouzi Laatiris
- Ndary Lô (N'Dary Lô)
- Gabriel Kenzo Malou
- Joël Mpah Dooh
- Djibril N'Diaye
- Ousmane N'Diaye Dago
- Moataz Nasr
- Justin Oussou Ngoran
- Ibrahim Niang
- Otobong Nkanga (Otobong Edet Nkanga)
- Adams O'Connor
- Evaristus Obodo
- Mohamed Ounouh
- Rodnay Place
- Vonjiniaina Ratovonirina
- Batoul S'Himi
- Moussa Sakho
- Nabil Saoubi
- Mamady Seydi
- Mulugeta Tafesse
- Francis Tchiakpe
- Yacouba Touré
- Saliou Traoré
- Emeka Udemba
- Donovan Ward
- Dominique Zinkpé

### Salone del design
- Mohamed Ahbib
- Kossi Assou
- Ricky Balbao
- Issa Diabaté
- Cheick Diallo
- Balthazar Faye
- Aboubacar Fofana
- Jamila Lamrani
- Doris Christine Mian-Benie
- Valérie Oka
- Solène Prince-Agbodjan e Bertrand Bedel Amessan
- Zo Razakaratrimo
- Adrien Abdoukhader Sène
- Yamo

### Esposizioni individuali

#### Africa
- Berry Bickle
- Mahiguère Dolo
- Aimé Ntakiyica

#### Diaspora
- Muhsana Ali
- Maria Lewis
- Jose Angel Vincench

#### Mondo
- Jannis Kounellis
- Jaume Plensa
- Franz West

### Omaggio
- Gora Mbengue

### Documenti dell'evento
- Dak'Art 2002 – 5eme Biennale de l'Art Africain Contemporain (cat. esposizione), La Biennale des Arts de Dakar, Dakar, 2002, pp. 160.
- Dak'Art 2002, programma ufficiale, Dakar, 2002.
- DAKARTOFF, programma delle esposizioni parallele, Dakar, 2002.
- Cerimonie Officielle d'Ouverture, programma dell'inaugurazione, Dakar, 2002.
- Rencontres et Echanges – Dak'Art 2002, programma dei dibattiti, Dakar, 2002.
- Quotidiano della Biennale di Dakar “dak'art – Quotidien de la Biennale des Arts de Dakar”, diretto da Alassane Cissé, con Baba Diop e Roger Pierre Turine come direttori di redazione e con Pascal Zantou come caporedattore.
  - “dak'art – Quotidien de la Biennale des Arts de Dakar”, n. 1, 10/05/2002, pp. 4.
  - “dak'art – Quotidien de la Biennale des Arts de Dakar”, n. 2, 11-12/05/2002, pp. 4.
  - “dak'art – Quotidien de la Biennale des Arts de Dakar”, n. 3, 13/05/2002, pp. 4.
  - “dak'art – Quotidien de la Biennale des Arts de Dakar”, n. 4, 14/05/2002, pp. 4.
  - “dak'art – Quotidien de la Biennale des Arts de Dakar”, n. 5, 15/05/2002, pp. 4.
  - “dak'art – Quotidien de la Biennale des Arts de Dakar”, n. 6, 16/05/2002, pp. 4.
  - “dak'art – Quotidien de la Biennale des Arts de Dakar”, n. 7, 17/05/2002, pp. 4.
- L'art africain contemporain et le marché international – Atelier du CCI et de l'OMPI à la Biennale des Arts Dak'Art 2002, atti del convegno, Dakar, 14-16-18/05/2002.

### Recensioni
- M. Biaye, Dak'Art 2002 in “Walfadjri”, 22/06/2001.
- Jean Pires, L'équation des infrastructures in “Le Soleil”, 23/08/2001.
- Jean Pires, Zone Art (chronique): Dak'Art 2002, dix ans et le monde à conquérir in “Le Soleil”, 06/09/2001.
- Doudou Sarr Niang, Biennale de l'art africain DAK'ART 2002: Innovations majeures, esprit conquérant in “Le Soleil”, 06/10/2001.
- Jean Pires, Zone Art (chronique): en attendant Dak'Art 2002 in “Le Soleil”, 11/10/2001.
- Jean Pires, Biennale des arts de Dakar: L'expertise italienne en renfort in “Le Soleil”, 02/11/2001.
- Jean Pires, Biennale de Dakar 2002: Trois cents soixantesept oeuvres devant le jury in “Le Soleil”, 11/12/2001.
- Jean Pires, Selection Dak'Art 2002: Prédominances des oeuvres en troi dimensions in “Le Soleil”, 18/12/2001.
- Jean Pires, Atelier artistique international: “Territoires”, un thème, pleusieurs lectures in “Le Soleil”, 02/05/2002, p. 13.
- APS, Semaine culturelle: Le Sénégal hote du Cap-Vert en aout in “Walfadjri”, 02/05/2002, p. 9.
- Massamba Mbaye, Exposition au Musée de l'IFAN: Les dissonances dans les rythmes de Kan Si in “Le Matin”, 02/05/2002, p. 9.
- Jean Pires, C'est parti pour la Biennale des arts! In “Le Soleil”, 10/05/2002, p. 18.
- Mademba Ramata Dia Dak'Art 2002: La Biennale fete ses 10 ans aujourd'hui in “Le Matin”, 10/05/2002, p. 7.
- Moustapha Diop, Embellissement de la cité du rail: Les vieux cailcédrats transformés en objets d'art in “Le Matin”, 10/05/2002, p. 7.
- Sidy Seck, Dak'Art 2002: Viyé Diba, “Une impression de vide avec une Biennale sans musée contemporain in “Le Matin”, 10/05/2002, p. 7.
- Helene Dumas, Salon du Design: Une Afrique résolument moderne in “Le Soleil”, 13/05/2002, p. 9.
- PANA, Joe Zawinul s'invite à la Biennale in “Le Soleil”, 13/05/2002, p. 9.
- PANA, Réunion de Ministres de la culture africains à Dakar: Vers un plan d'action Cedeao en faveur de la culture in “Le Matin”, 14/05/2002, p. 7.
- Sidy Seck, L'art entre ruptures et reperes in “Le Matin”, 14/05/2002, p. 7.
- Jean Pires, Installations au Cap Manuel: Mécris-moi un palais abandonné in “Le Soleil”, 14/05/2002, p. 3.
- Jean Pires, Monnaie virtuelle: Un Afro s'il vous plait… in “Le Soleil”, 14/05/2002, p. 3.
- Jean Pires, La prochaine serie d'Ousmane Sow: Des sculptures géantes sur les Egyptiens in “Le Soleil”, 14/05/2002, p. 3.
- Helene Dumas, Gorée, une galerie entre deux eaux in “Le Soleil”, 14/05/2002, p. 3.
- Mariama Badji, Biennale off a l'Espace Agora: Entre art et convivialité in “Sud Quotidien”, n. 2732, 15/05/2002.
- Demba Silèye Dia, Ordre des Arts et Lettres de la France: Neuf artistes sénégalais décorés in “Walfadjri”, 15/05/2002.
- Mamadou Biaye, Createurs africains d'Afrique Centrale: A la découverte de talents à l'état brut in “Walfadjri”, 17/05/2002.
- PANA, Entre femme et artiste: Une question de feeling in “Le Soleil”, 17/05/2002, p. 9.
- PANA, Espace CEDEAO: Vers un plan d'action pour la culture in “Le Soleil”, 17/05/2002, p. 9.
- Helene Dumas e Vincent Joguet, Moussa Sakho, sous-verriste: Le bonheur est dans l'atelier… in “Le Soleil”, 18-19-20/05/2002, p. 5.
- Babacar Diop, Hommage à un maitre: Gora Mbengue, maitre de sous-verre in “Le Soleil”, 18-19-20/05/2002, p. 6.
- PANA. Une artiste malgache prospecte dans le “post-récupération” in “Le Matin”, 18-19-20/05/2002, p. 6.
- Sidy Seck, L'art et les nouvelles technologies de l'information et de la communication (ntic) (suit et fin) in “Le Matin”, 18-19-20/05/2002, p. 7.
- Melissa Dunn, Dak'Art: Report from Senegal in “Flash Art International”, n. 225, vol. XXXIV, luglio-settembre 2002, p. 49 e 59 (tradotto poi in italiano su “Flash Art”).
- Iolanda Pensa, Dak'Art 2002 – Dieci anni di esperienza in “Africa e Mediterraneo”, n. 1-2/02 (39-40), settembre 2002, pp. 86-88.
- Maureen Murphy. L'art n'a pas de frontières, entretien avec Ery Camara; Entretien avec Moataz Nasr; Les nouvelles identités du Dak'art 2002 in Africultures, n. 50, September 2002, pp. 84-96.
- Maureen Murphy. Dak'art: Biennale de l'art africain contemporain in Art Press, n. 282, September 2002, pp. 70-72.
- Murphy, Maureen. Interviste e articoli sulla Biennale di Dakar 2002 in “Africultures” (rivista e sito Internet), 2002.